# Merina
Merinaerne er den største etniske gruppe på Madagaskar med en befolkning på cirka 3 millioner. De snakker gassisk og holder hovedsagelig til i Antananarivo-området.